# 橋本尚武
橋本 尚武（はしもと なおたけ、1992年11月16日 - ）はデータサイエンティスト、起業家、会社役員として活躍する実業家である。
自身の経験を活かし、同じような働き方をしたい人を支援していたり、新しい働き方を提言している。
某IT大手で、データ関連の業務を担当のほか、人材教育、不正調査事業を展開する
株式会社キッカケの代表取締役である。ほか通信事業を展開しているNNCOM Co., Ltd.の取締役も兼任。

## 経歴
2015年　関西学院大学卒業。2015年　国内大手金融機関へ入社。2015〜2017年　営業職と採用担当を兼任。営業職としては、当時の歴代記録を更新しトップセールスとなる。
2017年〜2019年　リクルート入社。2017年〜2019年　採用コンサルタントとして関東圏の企業の採用支援を行う。複数回表彰（国家資格キャリアコンサルタントを後に取得）。
2019年〜現在　NNCOM Co., Ltd. へ入社。学生インターン領域、採用担当、代理店管理、法人担当を兼任し、最年少で取締役となる。
2020年〜現在 株式会社キッカケを創業。『良いキッカケを作る』を理念に、RPO、キャリア相談、人材教育、不正調査事業を展開。
2021年　株式会社グラフに参画。データサイエンスの研修事業に従事。2022年〜現在　大手IT企業にて、データ関連業務を担当。